# Dominika na Letnich Igrzyskach Olimpijskich 2000
Dominikę na Letnich Igrzyskach Olimpijskich 2000 reprezentowało 4 zawodników, 2 mężczyzn i 2 kobiety.

## Lekkoatletyka
- Sherwin James - bieg na 200 m (odpadł w 1 rundzie eliminacji)
- Marcia Fernanda Daniel - bieg na 400 m (odpadła w 1 rundzie eliminacji)

## Pływanie
- Kenneth Maronie - 50 m stylem dowolnym (odpadł w eliminacjach)
- Francilia Agar - 50 m stylem dowolnym (odpadła w eliminacjach)